# あの頃、マリー・ローランサン
『あの頃、マリー・ローランサン』（あのころ マリー・ローランサン）は、1983年9月1日に発売された加藤和彦の8枚目のソロ・アルバム。安井かずみとの共作による、加藤のCBS/SONY移籍第1弾となるアルバムである。

## 解説
『あの頃、マリー・ローランサン』は、東京で暮らす男女の情景をテーマとしたコンセプト・アルバムである。加藤によれば、いにしえのヨーロッパ退廃美を表現した前作『ヨーロッパ三部作』とは対照的な、現代の東京を舞台とする短篇集のような内容で、サラリーマンになって音楽離れしてしまった大人たちにも聴ける、部屋のインテリアのような良い意味でのBGMを目指したという。
レコーディングはウディ・アレンの映画のような雰囲気を得るためにニューヨークで行なう案もあったが、同じ都会でもまったくテンションが異なるという事情から東京で行なうこととなった。プレイヤーがリラックスできる録音環境を作るためにセッションにはお互いに気心の知れたミュージシャンを集め、全員が一斉に演奏するスタイルでレコーディングされたが、加藤は何よりも乗りを重視し、気分の乗らない日はセッションを中止することもあったという。その結果、レコーディングはほぼワン・テイクで完了した。
ヴォーカルはテイクを重ねたものの、結果的に仮歌を使用し、ストリングスはアンビエント音を混ぜるためにスタジオの扉を開け放して録音している。
MTRは当時主流だった24トラックの機器よりもトラック毎のテープ幅が広く、音の情報量が多いという理由でステューダー社製の16トラックMTRなども使用され、演奏された楽音はほとんどミキシング・コンソールを経由させずに生音のままMTRに送られている。

## アートワーク
アート・ディレクションは渡邊かをるが担当し、アルバム・カバーには金子國義の絵画が使用された。前作『ベル・エキセントリック』では金子の既存の作品から選ばれたが、本作では新たに描かれたものが使われた。アナログ・レコードに付属した縦書きの歌詞カードには坂田栄一郎が撮影したアーティスト写真があしらわれ、初回出荷分にはアルバム・カバーと同じ絵柄のポストカードが封入されていた。なお、帯には、初発売時から継続して以下のキャッチコピーが記載されている。

## メッセージ・カード
アナログ・レコードの初回出荷分には、加藤からのメッセージ・カードが封入されている。

## 評価
- 評論家の篠原章は1996年に雑誌への寄稿で本作を加藤のソロ・アルバムの最高傑作と位置付け、「作詞・作曲・編曲・ミュージシャンの技量、そのいずれもがトータルにバランスしている稀有な例である」と書いている[11]。
- フォークシンガーで音楽評論家、小説家、翻訳家の中川五郎は、本作について「このアルバムを聴いて、加藤和彦がようやく自分たちが暮らしている場所と近いところに戻ってきてくれたような気がして、ほっとさせられた。ほっとさせられたのは、東京が舞台になっているからだけではない。（中略）このアルバムでは、アパートの広告を読み散らかしていたり、憧れの職業につけずに悶々としていたり、はたまた独り暮らしのアパートの部屋に戻ってかすれたラジオに耳を傾けていたりと、大多数の聞き手と同じような『普通』の人びと、もしかすると侘しくて『貧しく』すらある人たちの歌を歌っている。ぼくとしては、こちらの加藤和彦の方が、ヨーロッパの華やかな社交界を歌う彼よりも、ずっと『豊か』だという印象を受ける」[12]と記している。

## トリビュート・アルバム
本アルバム発表後20年が経過した2004年6月2日に、オリジナルのベーシック・トラックを使用し、当時の若手アーティストがヴォーカルを担当したトリビュート・アルバム『あの頃、マリー・ローランサン2004 A TRIBUTE TO K.Yasui & K.Kato』が発表された。加藤はこのトリビュート・アルバムのライナーノーツに寄せたコメントのなかで、「これを聴いていて、音楽の普遍性って何だろうと考えた。それは各自の心の中にある優しくありたいとか、愛されたいとか、平和でありたいとか、といった人間としての情緒的欲求が満たされる何かを共有できる喜びではないかと思う」と書いている。

## 収録曲
全曲作詞：安井かずみ、作曲：加藤和彦、編曲：加藤和彦 & 清水信之
アナログ・レコードでは#1から#5までがA面に、#6から#10までがB面に収録されている。
楽曲の時間表記は初出アナログ・レコードに基づく。
1. あの頃、マリー・ローランサン - (4:22)
加藤によると、この楽曲はカップルが日曜日にふらりと街に出たときの何でもない出来事を歌にしたものだという[3]。なお、このアルバムが発表された1983年はマリー・ローランサンの生誕100周年にあたっている。
2. 女優志願 - (3:45)
この曲のイントロにはキッド・クレオール&ザ・ココナッツの楽曲のイントロが引用されている[注釈 4]。加藤によれば、同じイントロで違う曲を演奏するという、現在のサンプリングに近い手法だとしている[5]。
3. ニューヨーク・コンフィデンシャル - (3:55)
加藤によれば、本作の楽曲には固有名詞を出さない方針で制作していたが、この曲だけはうまくいかず、例外的にニューヨークを舞台にしたという[2]。また、加藤はこの曲の録音終了後に矢野顕子から演奏中に泣いてしまいピアノがうまく弾けなかったことを打ち明けられたが、そのテイクをそのまま採用した[9]。なお、のちに矢野はこの楽曲を自身のアルバム『Piano Nightly』でカバーしている。
4. 愛したのが百年目 - (4:28)
加藤によれば、歌詞に登場する女性は安井かずみをモデルにしたものだという[5]。
5. タクシーと指輪とレストラン - (3:52)
この楽曲のみ清水信之、高水健司、村上秀一によるリズム・セクションでレコーディングされている。
6. テレビの海をクルージング - (4:43)
この楽曲は岩井俊二、椎名琴音、桑原まことによる音楽ユニット、「ヘクとパスカル」が2018年にカバーしている[注釈 5]。
7. 猫を抱いてるマドモアゼル - (4:15)
8. 恋はポラロイド  - (4:08)
9. 優しい夜の過し方 - (3:43)
この楽曲は#1とのカップリングでシングル・カットされている。
10. ラスト・ディスコ - (3:54)

## クレジット
- Produced by Kazuhiko Kato
- Directed by Ryuzoh Shirakawa for CBS/SONY Inc.
  - George Kakizaki for Pacific Music Publishing Co.,Ltd.
- Basic Arrangement - Kazuhiko Kato & Nobuyuki Shimizu
  - Orchestrated by Ryuichi Sakamoto (#1, #3, #6, #10) & Nobuyuki Shimizu (#2, #4, #5, #7, #8, #9)
- Recorded by Masayoshi Okawa, Makoto Morimoto
  - Assisted by Takanobu Ichikawa, Hideyuki Kohno
- Recorded at Hitokuchizaka Studios & Nikkatsu Studios (on Early Summer 1983)
  - Remixed by Masayoshi Okawa at Hitokuchizaka Studios
- Artist Management - Kazuhiko Kato Office
  - Personal Manager - Kenichi Okeda
  - Publicist - Naoki Tachikawa
  - Special Thanks to Kitty Artist, Office Intentzo, Yano Music Yoroshita Music, Unizon Company & Yoshio Takatsudo
- Executive Producer - Ichiro Asatsuma
- All Songs Written by Kazuhiko Kato
- All Lyrics Written by Kazumi Yasui
- All Songs Published by Pacific Music Publishing Co,.Ltd.
- Art Director - Kaoru Watanabe
  - Designed by Kaoru Watanabe, Hiroyasu Yoshioka & Katsunori Hironaka
  - Painted by Kuniyoshi Kaneko

### ミュージシャン
- Kazuhiko Kato - Vocal, Acoustic Guitar
- Masayoshi Takanaka - Electric Guitar (omit on #5)
- Akiko Yano - Acoustic Piano (omit on #5)
- Willie Weeks - Electric Bass (omit on #5)
- Kenji Takamizu - Electric Bass (#5)
- Yukihiro Takahashi - Drums (omit on #5)
- Syu-ichi "Ponta" Murakami - Drums (#5)
- Motoya Hamaguchi - Percussions (omit on #5)
- Yasuaki Shimizu - Saxophone, Clarinet (#1)
- Jake H. Conception - Saxophone (#2)
- Shigeharu Mukai - Trombone (#2, #3)
- Nobuyuki Shimizu - Orchestration, Acoustic Piano, Electric Piano, Synthesizer, Electric Sitar
- Ryuichi Sakamoto - Orchestration, Hammond Organ, Vibraphone, Glocken
- Harumi Ohzora - Vocal Accompaniment, Acoustic Guitar (#7)
- Joe Kato Strings (#1, #3, #6, #10)
- Ohno Strings (#2, #5, #9)
- Masayoshi Takanaka Appears Courtesy of Kitty Record
- Akiko Yano Appears Courtesy of Japan Record
- Yukihiro Takahashi Appears Courtesy of Alfa Records
- Yasuaki Shimizu Appears Courtesy of Nippon Columbia
- Jake H. Conception Appears Courtesy of Dear Heart/RVC
- Shigeharu Mukai Appears Courtesy of Nippon Columbia
- Harumi Ohzora Appears Courtesy of London Record
- Nobuyuki Shimizu Appears Courtesy of Dear Heart/RVC
- Ryuichi Sakamoto Appears Courtesy of Alfa Records

## 発売履歴
| 形態 | 発売日         | レーベル    | 品番     | アートワーク | 初出/再発 | 備考                         |
| ---- | -------------- | ----------- | -------- | ------------ | --------- | ---------------------------- |
| LP   | 1983年09月01日 | CBS/SONY    | 28AH1600 | 金子國義     | 初出      | E式ジャケット 真空パッケージ |
| CT   | 1983年09月01日 | CBS/SONY    | 28KH1356 | 金子國義     | 初出      | ドルビーシステム仕様         |
| CD   | 1983年09月21日 | CBS/SONY    | 35DH48   | 金子國義     | 初出      |                              |
| CD   | 1991年05月15日 | Sony Record | SRCL1843 | 金子國義     | 再発      | CD選書                       |